# Issoudun
Issoudun es una comuna francesa situada en el departamento de Indre, en la región de Centro-Valle del Loira.

## Demografía
| 13 900 | 15 108 | 15 956 | 14 696 | 13 859 | 13 685 | 10 953 |
| Para los censos de 1962 a 1999 la población legal corresponde a la población sin duplicidades (Fuente: INSEE [Consultar]) |        |        |        |        |        |        |

## Historia
El asentamiento que dio origen a la ciudad, llamado Uxeldunum, Isis Xoldun o Ypsoldun, es muy antiguo. Se han encontrado rastros de presencia humana que datan de antes del año 2000 a. C.
En la Edad Media, Issoudun era la segunda ciudad más grande de Berry. A finales del siglo XII el poblado, situado en la frontera entre los reinos de Francia e Inglaterra (que poseía Aquitania), fue objeto de varios asaltos. Felipe Augusto y Ricardo Corazón de León lucharon por la posesión de la ciudad, cuyas murallas fueron reforzadas. La construcción de la gran torre comenzó en 1195 y finalizó en 1202. La ciudad pasó entonces a ser propiedad del Reino de Francia, tras el matrimonio del futuro Luis VIII con Blanca de Castilla.
Durante la Guerra de los Cien Años, en 1356, el Príncipe Negro asaltó Issoudun. La Torre Blanca defendió el castillo, pero la ciudad y sus alrededores no escaparon al saqueo ni a las llamas.
Tras estos episodios turbulentos, la ciudad gozó de privilegios reales y experimentó un largo período de prosperidad gracias a su producción agrícola y su artesanía del cuero. Sin embargo, las Guerras de Religión empañaron esta riqueza antes del gran incendio de 1651 que asoló la ciudad.
Durante la Revolución Francesa, Châteauroux fue elegida prefectura de Indre, en lugar de Issoudun, que tenía más del doble de población, debido a que sus viticultores rebeldes aterrorizaban a las autoridades parisinas.

## Lugares destacados
- La Torre Blanca (La Tour Blanche). Construida a petición de Ricardo Corazón de León entre 1195 y 1202[4]
- Museo del Hospicio de Saint Roch. Antiguo hospicio fundado en el siglo XII. Entre sus objetos de interés destacan el árbol de Jesé, monumento histórico de Francia desde 1908; colecciones de farmacia del antiguo Hôtel-Dieu (1646) y exposiciones temporales de arte contemporáneo[5]